# ゴールドジュニア (大井競馬)
ゴールドジュニアは、特別区競馬組合が大井競馬場で施行する地方競馬の重賞競走（SIII）である。正式名称は「東京モノレール賞 ゴールドジュニア」。

重賞昇格に伴い、大井競馬場のすぐ横を走り、大井競馬場前駅を持つ、東日本旅客鉄道（JR東日本）の子会社東京モノレールが優勝杯を提供する。JR東日本グループの企業による競馬への寄贈賞は、少なくとも南関東地方においては中央・地方、また国鉄時代・民営化後を通じて初めての事例である。

## 概要
2019年まで準重賞「ゴールドジュニアー」として行われていた競走で、南関東競馬2歳戦線の番組充実のために2020年に「ゴールドジュニア」と改称した上でSIIIの重賞に格上げされた。
重賞に格上げされた2020年より未来優駿シリーズ及びJBC2歳優駿の指定競走として行われる。
2021年より施行距離をダート1400mからダート1200mに短縮され、かつ2歳チャンピオンシリーズの対象競走に指定される。
2024年より施行距離をダート1200mからダート1400mに再変更となる。

### 条件・賞金等（2024年）
出走資格
サラブレッド系2歳、南関東所属。
負担重量
定量。54kg（南半球産3kg減）
賞金額
1着1300万円、2着455万円、3着260万円、4着130万円、5着65万円、着外手当15万円。
優先出走権付与
優勝馬及び2着馬には、ハイセイコー記念の優先出走権が付与される。
副賞
特別区競馬組合管理者賞、地方競馬全国協会理事長賞

## 歴代優勝馬
すべて大井競馬場ダートコースで施行。
| 回数  | 施行日        | 距離  | 優勝馬             | 性齢 | 所属 | タイム | 優勝騎手 | 管理調教師 | 馬主      |
| ----- | ------------- | ----- | ------------------ | ---- | ---- | ------ | -------- | ---------- | --------- |
| 第1回 | 2020年9月21日 | 1400m | アランバローズ     | 牡2  | 船橋 | 1:27.0 | 左海誠二 | 林正人     | 猪熊広次  |
| 第2回 | 2021年9月20日 | 1200m | ママママカロニ     | 牡2  | 大井 | 1:11.5 | 矢野貴之 | 森下淳平   | 山口裕介  |
| 第3回 | 2022年9月22日 | 1200m | リベイクフルシティ | 騸2  | 大井 | 1:12.8 | 和田譲治 | 宗形竹見   | 藤本栄史  |
| 第4回 | 2023年9月21日 | 1200m | クルマトラサン     | 牡2  | 船橋 | 1:12.8 | 張田昂   | 張田京     | （株）MMC |
| 第5回 | 2024年9月10日 | 1400m | ランベリー         | 牝2  | 大井 | 1:28.6 | 矢野貴之 | 赤嶺本浩   | 武仲勝    |

出典：南関東4競馬場公式「ゴールドジュニア競走優勝馬」https://www.nankankeiba.com/win_uma/73.do